# 佐藤千夜子
佐藤 千夜子（さとう ちやこ、1897年（明治30年）3月13日 - 1968年（昭和43年）12月13日）は、日本初のレコード歌手。本名は佐藤千代。山形県東村山郡天童村（現：天童市）出身。中山晋平の歌謡曲を世に広め、古賀政男の才能を発見したことで、それ以後の日本大衆音楽史の発展に大きな功績がある。華々しくも浮き沈み激しい人生は、結城亮一著「あゝ東京行進曲」（河出書房刊）で詳しく記された。同書をもとにNHK朝の連続テレビ小説「いちばん星」が制作された。

## 略歴
子供の頃から天童教会の日曜学校に通い、伝道師のミス・キルバン (Miss Kirwan) と出会う。天童小学校高等科卒業後、その歌の才能を見抜いたキルバンに連れられて上京。ミッション系である普連土女学校（現：普連土学園）に入学。在学中にオペラを鑑賞し、強い感銘を受け、音楽を志す。
1920年（大正9年）、東京音楽学校（現：東京芸術大学）に入学する。ハンカ・シェルデルップ・ペツォルトとアドルフォ・サルコリに師事した。在学中に作曲家の山田耕筰、中山晋平、詩人の野口雨情らと知り合う。中山、野口と共に「全国歌の旅」に出る。
1925年（大正14年）、ラジオ放送が開始され、ラジオを通して歌うようになる。「青い芒（すすき）」でレコードデビュー。発売元は内外蓄音器（後の太平蓄音器）。
1928年（昭和3年）、中山、野口らと共に行っていた「新民謡・新童話コンサート」から生まれた「波浮の港」を日本ビクターより発売。「波浮の港」は10万枚の大ヒットとなる。同年に「当世銀座節」を発売しヒットする。同年11月25日、佐藤千夜子は明治大学マンドリン倶楽部の定期演奏会に出演、「波浮の港」などを独唱する。このときマンドリンオーケストラに注目する。
1929年（昭和4年）、「東京行進曲」を5月1日に発売。菊池寛原作の同名小説を映画化した作品（主演：夏川静江、入江たか子）の主題歌に用いられ、日本初のタイアップ曲。25万枚以上を売り上げ特大ヒットとなった。全国区のスターとなると共に、自身最大のヒット曲となる。この曲は「歌謡曲」というジャンルを確立した曲でもある。「東京行進曲」のB面曲だった「紅屋の娘」も一世を風靡した。同年、「愛して頂戴」「黒ゆりの花」を発売し、これらもヒットを記録。同年6月、明治大学マンドリン倶楽部の定期演奏会に出演。同演奏会においてギター合奏で初演された「影を慕いて」に注目する。同年12月、ビクターで古賀正男（後の古賀政男）のマンドリン・ギター歌曲をレコード歌謡として「文のかおり」「娘心も」などを吹込む。
1930年（昭和5年）、「唐人お吉の歌（黒船篇）」、「この太陽」を発売。次々とヒットを飛ばす。同年10月20日、ビクターのスタジオで「影を慕いて」と「日本橋から』を吹込む。同年にイタリアのミラノに渡る。理由については、中山との不倫問題を決着させるため、当初から志望していたオペラ歌手になるためなどの説がある。現地ではオペラの勉強の一方で、日本民謡を広めることに尽力する。
1934年（昭和9年）、功績が称えられ、イタリア政府からメダルを授与される。しかし、オペラで名声を得ることはできなかった。同年11月に帰国し、日本国内での復帰を目指すが、若手の台頭などもあり、果たせず終わる。
第二次大戦中は南方戦線の慰問をして回る。山本五十六に前線で兵士が愛唱していた「夜戦部隊の歌」を内地に持ち帰って欲しいと依願されたこともあった。
戦後は全く忘れられた存在となり、事実上芸能界から引退した。
1968年（昭和43年）12月13日、がんのため東京都立大久保病院で死去。享年71。生涯独身で家族はいなかった。クリスチャンだった千夜子の遺骨は地元天童市の共同墓地に埋葬され、そばの壁には佐藤千代の本名で刻まれている。
同じく天童市の天童公園(舞鶴公園) 愛宕沼畔に「佐藤千夜子顕彰碑」がある。

## 悲しき遍路
佐藤がかつて出演したラジオ放送劇。1925年7月28日に放送された。NHKアーカイブス（埼玉）で聴くことができるが、同アーカイブスの公開ライブラリー中で最も古いものの1つである。

## 代表曲
- 波浮の港　（1928.1）
作詞：野口雨情／作曲：中山晋平／編曲：中山晋平
- 当世銀座節　（1928.7）
作詞：西條八十／作曲：中山晋平／編曲：佐々紅華
- 旅人の唄　（1928.12）
作詞：野口雨情／作曲：中山晋平／編曲：中山晋平
- 東京行進曲　（1929.6）
作詞：西條八十／作曲：中山晋平／編曲：井田一郎
- 紅屋の娘　（1929.6）
作詞：野口雨情／作曲：中山晋平／編曲：中山晋平
- 愛して頂戴　（1929.7）
作詞：西條八十／作曲：中山晋平／編曲：中山晋平
- 黒ゆりの花　（1929.9）
作詞：時雨音羽／作曲：佐々紅華／編曲：佐々紅華
- 文のかおり　（1930.2）
作詞：古賀政男／作曲：古賀政男／編曲：古賀政男
- 娘心も　（1930.3）
作詞：浜田広介／作曲：古賀政男／編曲：古賀政男
- 唐人お吉の歌（黒船篇）　（1930.2）
作詞：西條八十／作曲：中山晋平／編曲：中山晋平
- この太陽　（1930.6）
作詞：西條八十／作曲：中山晋平／編曲：中山晋平
- 影を慕いて　（1931.1）
作詞：古賀政男／作曲：古賀政男／編曲：古賀政男
- 日本橋から　（1931.1）
作詞：浜田広介／作曲：古賀政男／編曲：古賀政男